# Pseudonapomyza perspicua
Pseudonapomyza perspicua este o specie de muște din genul Pseudonapomyza, familia Agromyzidae, descrisă de Spencer în anul 1963. Conform Catalogue of Life specia Pseudonapomyza perspicua nu are subspecii cunoscute.